# Arari (tiểu vùng)
Arari là một tiểu vùng thuộc bang Pará, Brasil. Tiều vùng này có diện tích 28949 km², dân số năm 2007 là 117898 người.